# Lovre Kalinić
Lovre Kalinić (hr[lǒːʋre kǎlinitɕ]; n. 3 aprilie 1990) este un fotbalist croat profesionist care joacă pe postul de portar pentru Aston Villa și echipa națională a Croației.

## Cariera pe echipe

### Hajduk Split
Lovre Kalinić și-a făcut debutul la HNK Hajduk Split pe 23 aprilie 2011, sub conducerea lui Ante Miše, la vârsta de 21 de ani și 20 de zile, într-un meci de Prva HNL împotriva lui NK Slaven Belupo, pe care l-a câștigat cu 2-1.
După împrumuturi la Junak Sinj în 2009, Novalja în 2010 și Karlovac în 2012, antrenorul lui Hajduk, Igor Tudor, l-a adus înapoi pe Lovre Kalinić la Hajduk Split pentru a fi titular în poartă în sezonul 2013-2014.
În sezonul 2015-2016, Kalinić a stabilit un nou record pentru cele mai multe minute jucate fără gol primit în 1. HNL. Portarul a jucat în opt meciuri, sau 775 de minute, fără a primi gol. Recordul precedent era deținut de Zoran Slavica, care nu a primit gol timp de 711 de minute.
Ca urmare a faptului că a făcut parte din echipa care a participat la Campionatul European din 2016 din Croația, Kaliniș a ratat primele trei etape ale sezonului la Hajduk 2016-2017, primind o vacanță prelungită din partea antrenorului lui Hajduk, Marijan Pušnik. El s-a întors la echipă pe 28 iulie 2016, într-un meci în care Hajduk a învins-o pe FC Oleksandria cu 3-0 în runda a treia a Ligii Europa UEFA din 2016-2017, care a avut loc pe Stadionul CSC Nika, păstrând poarta intactă. În septembrie 2016, Kalinić a semnat un nou contract pe cinci ani cu Hajduk. În timpul său la Hajduk, Kalinić a jucat în 134 de meciuri în șapte sezoane. În total, Kalinić a petrecut 17 ani din viață la juniorii și seniorii lui Hajduk.

### Gent
La 27 decembrie 2016, Hajduk a anunțat că Lovre Kalinić a jucat ultima partidă pentru club, fiind vândut la KAA Gent din Prima Ligă Belgiană. Suma de transfer plătită pentru el a fost cea mai mare pentru un portar din istoria Prva HNL. Suma de transfer, 3,1 milioane de euro, l-a făcut pe Kalinić la acea vreme cel mai scump jucător din istoria Gentului. El a fost numit cel mai bun portar din Campionatul Belgiei pentru sezonul 2016-2017, după ce a jucat doar în o jumătate de sezon, după ce a ajuns în ianuarie la Gent de la Hajduk Split.

### Aston Villa
La 21 decembrie 2018, echipa Aston Villa a anunțat că a ajuns la un acord cu Gent pentru transferul lui Kalinić la începutul perioadei de transfer din ianuarie. El a semnat cu formația engleză la 1 ianuarie 2019. Debutul său a fost într-o înfrângere de 3-0 de acasă din Cupa Angliei împotriva lui Swansea City. Debutul său în campionat a fost într-o altă înfrângere de 3-0, de data aceasta împotriva lui Wigan Athletic, care a fost urmat de o remiză de 2-2 cu Hull City - ceea ce înseamnă că Kalinić a primit 8 goluri în primele sale trei meciuri.

## Cariera la națională
După ce Stipe Pletikosa s-a retras din fotbalul internațional în 2014, Kalinić a devenit cel de-al doilea portar din lotul Croației în spatele lui Danijel Subašić. El a făcut parte din echipa UEFA Euro 2016 din Croația.
În luna mai 2018 a fost numit în lotul de 23 de jucători ai Croației care a făcut deplasarea la Campionatul Mondial din 2018 din Rusia. A jucat în ultimul meci din grupe împotriva Islandei, făcând mai multe parade importante. Croația avea să ajungă până în finală, pierzând împotriva Franța în finală.
După ce turneul s-a încheiat, primul gol, Danijel Subašić s-a retras din fotbalul internațional, astfel că Kalinić a devenit titularul echipei naționale.

## Statistici privind cariera

### Club
Începând cu 1 februarie 2019
| Club                  | Sezon         | Campionat           | Campionat | Campionat | Cupă    | Cupă   | Cupa Ligii | Cupa Ligii | Altele  | Altele | Total   | Total  |
| Club                  | Sezon         | Divizie             | Meciuri   | Goluri    | Meciuri | Goluri | Meciuri    | Goluri     | Meciuri | Goluri | Meciuri | Goluri |
| --------------------- | ------------- | ------------------- | --------- | --------- | ------- | ------ | ---------- | ---------- | ------- | ------ | ------- | ------ |
| Hajduk Split          | 2008–2009     | 1. HNL              | 0         | 0         | 0       | 0      | —          | —          | 0       | 0      | 0       | 0      |
| Hajduk Split          | 2009–2010     | 1. HNL              | 0         | 0         | 0       | 0      | —          | —          | 0       | 0      | 0       | 0      |
| Hajduk Split          | 2010–2011     | 1. HNL              | 1         | 0         | 0       | 0      | —          | —          | 0       | 0      | 1       | 0      |
| Hajduk Split          | 2011–2012     | 1. HNL              | 1         | 0         | 2       | 0      | —          | —          | 0       | 0      | 3       | 0      |
| Hajduk Split          | 2012–2013     | 1. HNL              | 4         | 0         | 1       | 0      | —          | —          | 0       | 0      | 5       | 0      |
| Hajduk Split          | 2013–2014     | 1. HNL              | 24        | 0         | 1       | 0      | —          | —          | 5       | 0      | 30      | 0      |
| Hajduk Split          | 2014–2015     | 1. HNL              | 28        | 0         | 5       | 0      | —          | —          | 3       | 0      | 37      | 0      |
| Hajduk Split          | 2015–2016     | 1. HNL              | 31        | 0         | 2       | 0      | —          | —          | 8       | 0      | 41      | 0      |
| Hajduk Split          | 2016–2017     | 1. HNL              | 13        | 0         | 1       | 0      | —          | —          | 4       | 0      | 18      | 0      |
| Hajduk Split          | Total         | Total               | 102       | 0         | 12      | 0      | —          | —          | 20      | 0      | 134     | 0      |
| Junak Sinj (împrumut) | 2008–2009     | 2. HNL              | 4         | 0         | 0       | 0      | —          | —          | —       | —      | 4       | 0      |
| Novalja (împrumut)    | 2009–2010     | 3. HNL              | 23        | 0         | 0       | 0      | —          | —          | —       | —      | 23      | 0      |
| Karlovac (împrumut)   | 2011–2012     | 1. HNL              | 11        | 0         | 0       | 0      | —          | —          | —       | —      | 11      | 0      |
| Gent                  | 2016–2017     | Prima Ligă Belgiană | 19        | 0         | 0       | 0      | —          | —          | 4       | 0      | 23      | 0      |
| Gent                  | 2017–2018     | Prima Ligă Belgiană | 35        | 0         | 2       | 0      | —          | —          | 1       | 0      | 38      | 0      |
| Gent                  | 2017–2018     | Prima Ligă Belgiană | 14        | 0         | 1       | 0      | —          | —          | 3       | 0      | 18      | 0      |
| Gent                  | Total         | Total               | 68        | 0         | 3       | 0      | —          | —          | 8       | 0      | 79      | 0      |
| Aston Villa           | 2018–2019     | EFL Championship    | 3         | 0         | 1       | 0      | 0          | 0          | —       | —      | 4       | 0      |
| Total carieră         | Total carieră | Total carieră       | 211       | 0         | 16      | 0      | 0          | 0          | 28      | 0      | 255     | 0      |

### Meciuri la națională
Statisticile corecte până pe 18 noiembrie 2018.
| Croația | Croația | Croația |
| An      | Meciuri | Goluri  |
| ------- | ------- | ------- |
| 2014    | 1       | 0       |
| 2015    | 1       | 0       |
| 2016    | 4       | 0       |
| 2017    | 3       | 0       |
| 2018    | 7       | 0       |
| Total   | 16      | 0       |

## Titluri

### Internațional
Croația
- Campionatul Mondial: finalist în 2018[16]

### Individual
- Premiul Fotbal Oscar pentru cel mai bun portar din Prva HNL : 2015, 2016
- Cel mai bun portar din Campionatul Belgiei: 2016-2017

### Decorații
- Ordinul ducele Branimir cu o panglică: 2018[17]